# Papel machê

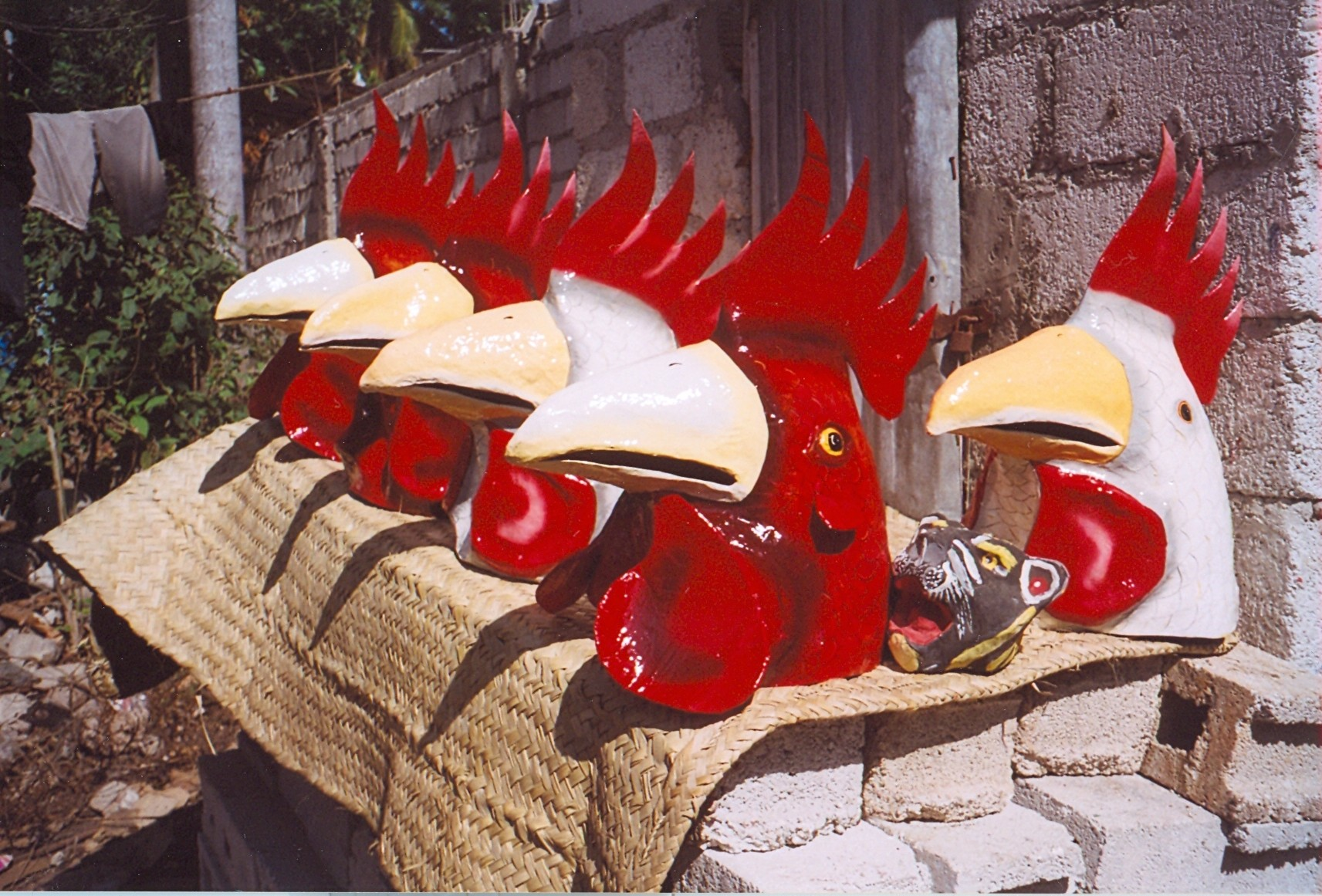
Máscaras de carnaval feitas em papel machê, no Haiti

Papel machê (palavra originada do francês papier mâché, que significa papel picado, amassado e esmagado) é uma massa feita com papel picado embebido na água, coado e depois misturado com cola e gesso. Com esta massa é possível moldar objetos em diferentes formatos, utilitários e decorativos, entre outras.

## Histórico do papel
A arte do papel machê se desenvolveu na China, por volta de dois séculos antes de Cristo, e também em regiões das antigas Pérsia e Índia.
Na Europa, o papel machê foi utilizado para criar objetos decorativos primeiramente na França e depois na Inglaterra. Na Itália, a massa era utilizada na execução das famosas máscaras do Carnaval, em Veneza. Na Noruega foi construída uma igreja toda feita em papel machê, e que durou 37 anos em ótimas condições, tendo sido demolida posteriormente.

## Receita da massa de papel machê
- Meio balde de papel picado;
- Água;
- Bacia e balde;
- Peneira ou escorredor;
- Liquidificador ou pilão;
- 200 g de cola branca;
- 2 e meia colheres de sopa de gesso de secagem lenta;
- 1 colher de sopa de gesso comum;
- 2 colheres de sopa de farinha de trigo;
- 1 tampa de vinagre.

O papel deve ser picado e deixado de molho até amolecer. No dia seguinte, encher o liquidificador de água e colocar um pouco do papel, na proporção de mais ou menos três partes de água para uma parte de papel. Bater por dez segundos, desligar, esperar um minuto e bater novamente por mais dez segundos. Depois, despejar a massa numa peneira e espremer até sair todo o excesso de água. Esfarelar a massa e espalhar numa bacia, misturar a cola branca, o vinagre, o gesso de secagem lenta e o gesso comum, até ficar uma massa homogênea. Finalmente, juntar à massa duas colheres de sopa de cola de farinha de trigo, para que ela não fique partindo.
A cola de farinha é feita cozinhando numa panela, em fogo baixo, duas colheres de sopa de farinha de trigo com dois dedos de água, até engrossar como mingau.

## Galeria de imagens de obras de papel machê

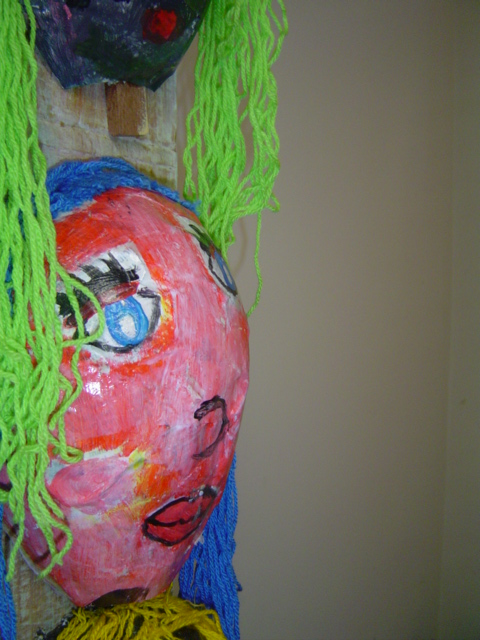
Máscara de carnaval (Santana de Parnaíba, São Paulo)
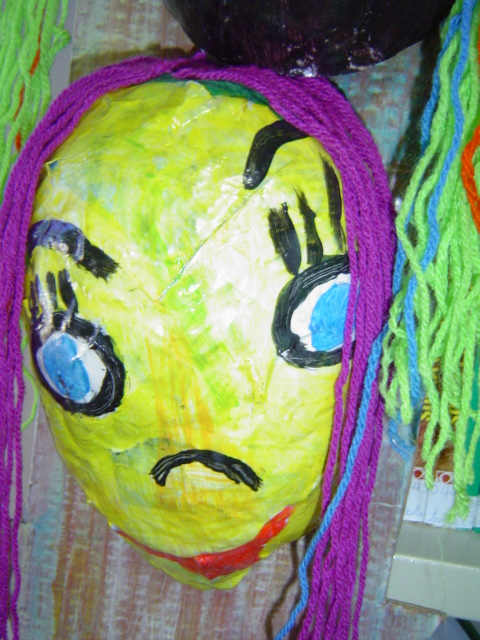
Cabeção, trabalho artesanal em papel machê.
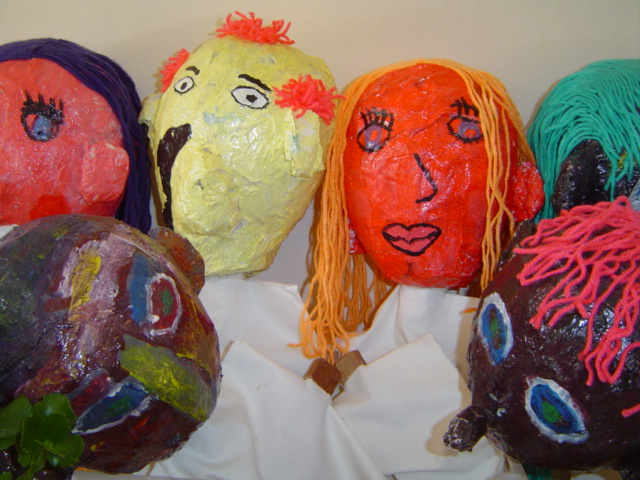
Arte popular executada por estudantes da rede pública de ensino.